# Troarn
Troarn é uma ex-comuna francesa na região administrativa da Normandia, no departamento de Calvados. Estendeu-se por uma área de 11,55 km². Em 2010 a comuna tinha 3 572 habitantes (densidade: 309,3 hab./km²).
Em 1 de janeiro de 2017 foi fundida com a comuna de Sannerville para a criação da nova comuna de Saline.